# Арцахский государственный университет
Арцахский государственный университет (арм. Արցախի Պետական Համալսարան, АрГУ), ранее — Нагорно-Карабахский государственный университет (арм. Լեռնային Ղարաբաղի Պետական Համալսարան, НКГУ), — бывшее высшее учебное заведение, действовавшее в 1992—2023 годах в городе Степанакерт (Ханкенди) в Нагорном Карабахе. Было создано решением правительства Армении, находилось на международно признанной территории Азербайджана, фактически контролировавшейся непризнанной Нагорно-Карабахской республикой (НКР).

## Предыстория
Предшественник Арцахского государственного университета — филиал Азербайджанского государственного педагогического института имени В. И. Ленина, основанный в 1969 году в городе Степанакерт (сейчас Ханкенди) на базе закрывшегося армянского отделения этого института. Филиал состоял из двух кафедр: армянского языка и литературы и математики, а также из трёх отделений: азербайджанского, армянского и русского.
В 1973 году филиал был преобразован в Степанакертский педагогический институт. Позднее ему было присвоено название Степанакертского педагогического института имени 60-летия Советского Азербайджана. По состоянию на 1987 год в институте обучалось 2100 студентов.
14 октября 1988 года Совет министров СССР принял решение о временном закрытии института, а его студенты были переведены в Кироваканский педагогический институт в Армянской ССР. В связи со Спитакским землетрясением студенты был возвращены в Степанакерт, где был открыт сначала учебно-консультационный пункт Кироваканского педагогического института, а 13 марта 1989 года — полноценный филиал.
В 1990—1991 учебном году в Степанакерте начало работу общетехническое отделение заочного факультета Ереванского политехнического института, в 1991—1992 учебном годах преобразованное в филиал Государственного инженерного университета Армении.

## История
13 октября 1992 года правительство Республики Армения приняло решение о создании в Степанакерте (Ханкенди) собственно Нагорно-Карабахского государственного университета на базе местных филиалов Кироваканского педагогического института и Государственного инженерного университета Армении. Университет был открыт 10 мая 1993 года, в годовщину армянской победы в битве за Шушу.
Университет был создан под контролем Министерством высшего образования и науки Армении, на работу в него из Армении были командированы 30 преподавателей.
В Первой карабахской войне (1992—1994) принимало участие более 400 студентов университета и несколько преподавателей. Погибло 75 студентов, им на территории университета был установлен памятник.
В первое время в университете было пять факультетов: гуманитарный, физико-математический, химико-биологический, филологический и сельскохозяйственный.
В 1995 году Нагорно-Карабахский государственный университет был переименован в Арцахский государственный университет.
В 2000—2002 годах общежитие университета было отремонтировано и стало учебным корпусом, в котором были размещены филологический, экономико-юридический и архитектурный факультеты.
В 2008 году был принят устав университета, согласно которому университет является государственным некоммерческим образовательным, научным и культурным учреждением, а его учредителем является правительство НКР.
В 2008—2009 академическом году был осуществлён переход к трёхступенчатой системе высшего образования (бакалавриат, магистратура, аспирантура) в соответствии с Болонским процессом.
В январе 2009 года на основе сельскохозяйственного факультета был открыт Степанакертский филиал Государственной сельскохозяйственной академии Армении.
В 2014 году университет начал выдавать двойные дипломы с 12 вузами Армении и 7 вузами других стран. Необходимость в них была связана с тем, что дипломы непризнанного государства не признавались в других странах.
В 2018—2021 годах главный корпус университета был отремонтирован на средства, выделенные правительством НКР, Всеармянским фондом «Айастан», фондом «Трпанджян» и Армянским всеобщим благотворительным союзом.
В 2023 году, после расформирования НКР университет не переехал в Армению, а был ликвидирован. Азербайджанские власти создали на его базе Карабахский университет, открывшийся в сентябре 2024 года.

## Описание
В университете обучалось около 3000 студентов, преподавательский состав включал в себя 15 профессоров, 78 доцентов, 53 старших преподавателей и 15 ассистентов. В университете преподавали на договорной основе специалисты из НКР, а также из Армении и России.
В университете действовали арменоведческий центр, этнографический зал, центр друзей русской культуры, обсерватория, компьютерный центр тестирования знаний студентов, три оборудованных компьютерных кабинета, лаборатории, кабинет начальной военной подготовки, стрелковый зал, два спортзала и два конференц-зала, студенческий парк, три столовые.
В большом актовом зале проводились разнообразные культурные мероприятия, а в маленьком актовом зале — заседания учёного совета, конференции и дискуссии. Фонд библиотеки насчитывал 100 000 книг, фонд электронной библиотеки — около 40 000 книг. Имелось общежитие на 250 мест.
При университете действовало издательство, в котором выходили журнал «Учёные записки» (арм. Գիտական տեղեկագիր), «Арменоведческий журнал» (Հայագիտական հանդես), ежемесячная газета «Арцахский университет» (Արցախի համալսարան), ежемесячная студенческая газета, учебно-научная и другая литература.

## Структура
- Факультет естественных наук[12]
  - Кафедра математики и физики
  - Кафедра географии
  - Кафедра биологии и химии
  - Кафедра прикладной математики и информатики
- Филологический факультет[13]
  - Кафедра романо-германских языков
  - Кафедра русского языка и литературы
  - Кафедра армянского языка имени академика Сергея Абрамяна
  - Кафедра литературы и журналистики
- Факультет педагогики и спорта[14]
  - Кафедра педагогики и психологии
  - Кафедра физического воспитания и начальной военной подготовки
- Факультет истории и юриспруденции[15]
  - Кафедра истории и политологии
  - Кафедра права
  - Кафедра изобразительного искусства и черчения
- Экономический факультет[16]
  - Кафедра финансов и бухгалтерского учёта
  - Кафедра теории экономики и управления

## Ректоры
- 1992—1994: Арпат Санджанович Аванесян
- 1994—1995: Багатур Гевондович Давтян
- 1995—1996: Левон Михайлович Епископосян
- 1996—2000: Павел Самвелович Геворкян
- 2000—2002: Карлен Николаевич Адамян
- 2002—2008: Гамлет Вагаршакович Григорян
- 2008—2013: Степан Вагаршакович Дадаян
- 2013—2018: Мануш Марлестовна Минасян
- 2018—2023: Армен Юрикович Саркисян